# Rheinberg War Cemetery

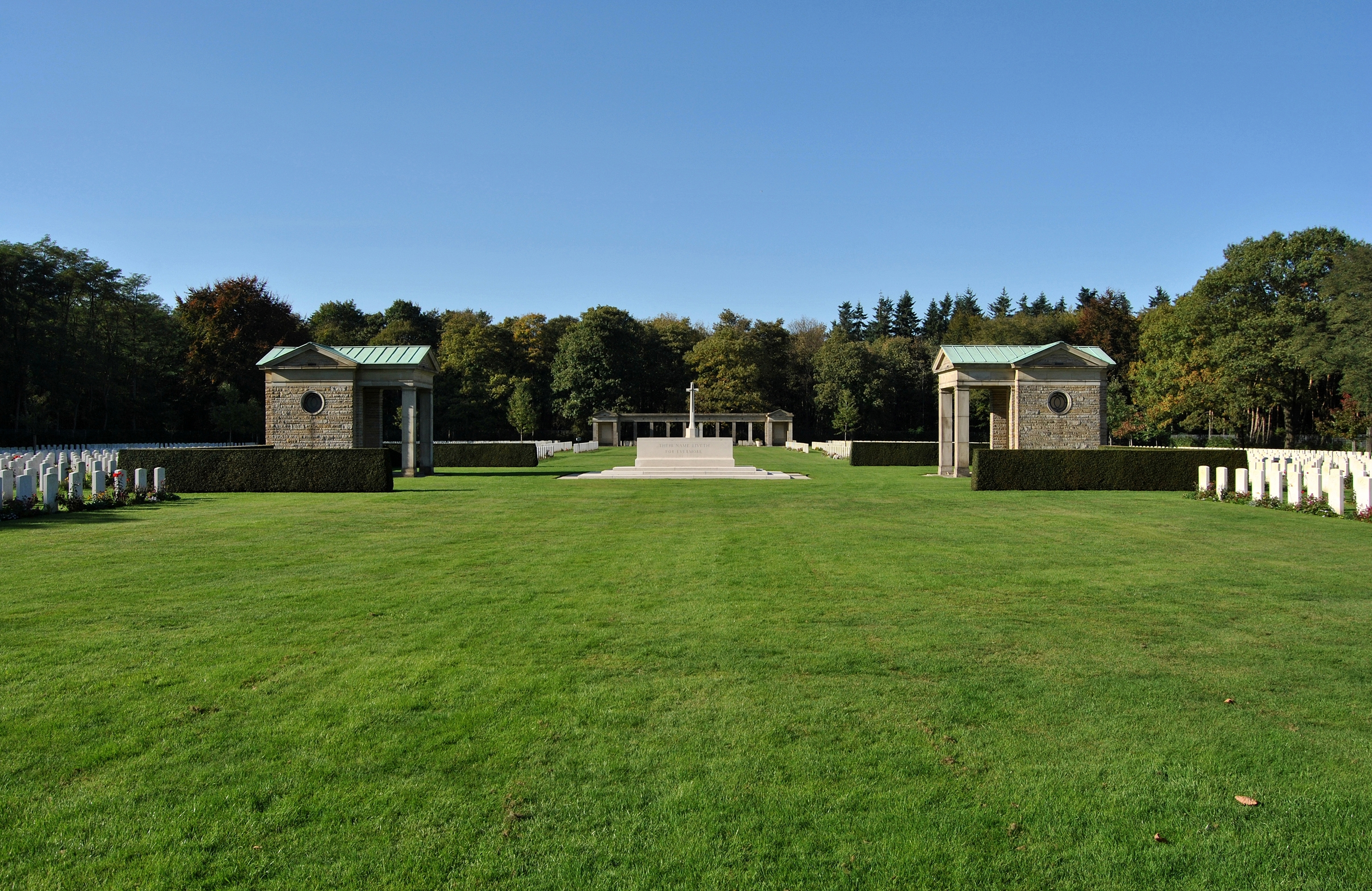
Blick von Eingang über den Rheinberg War Cemetery

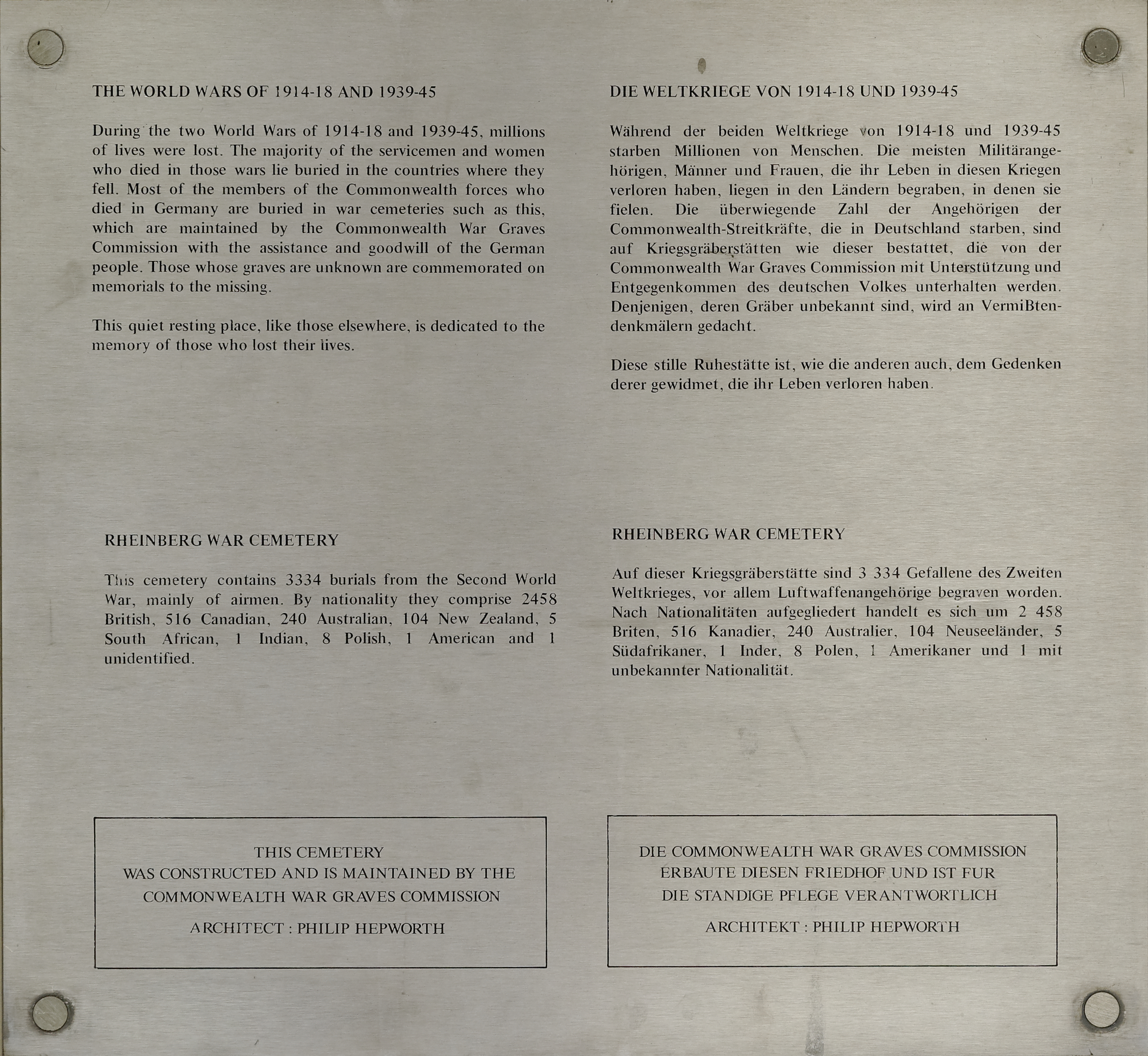
Gedenktafel der Gefallenen

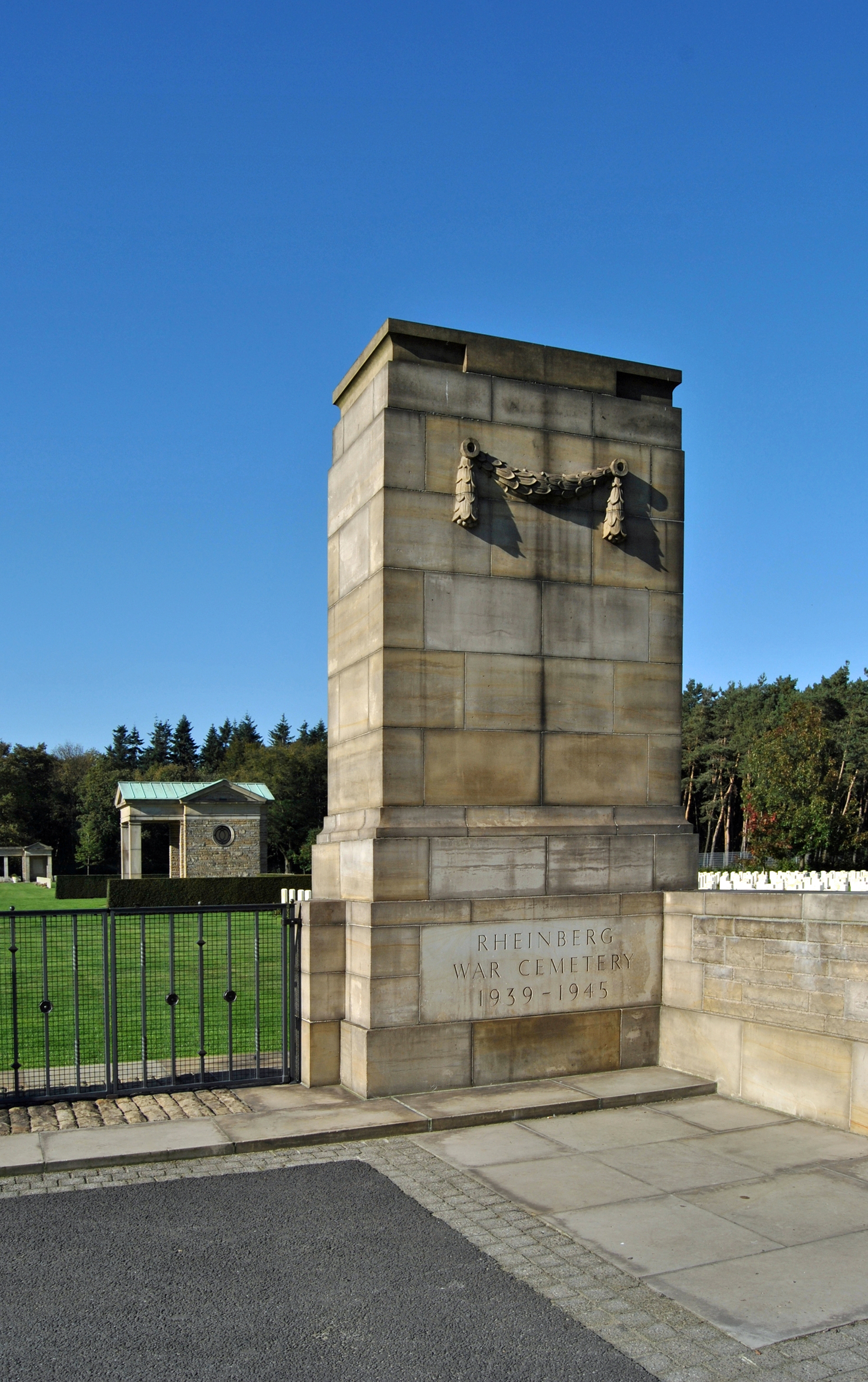
Schriftzug rechts am Eingangsportal

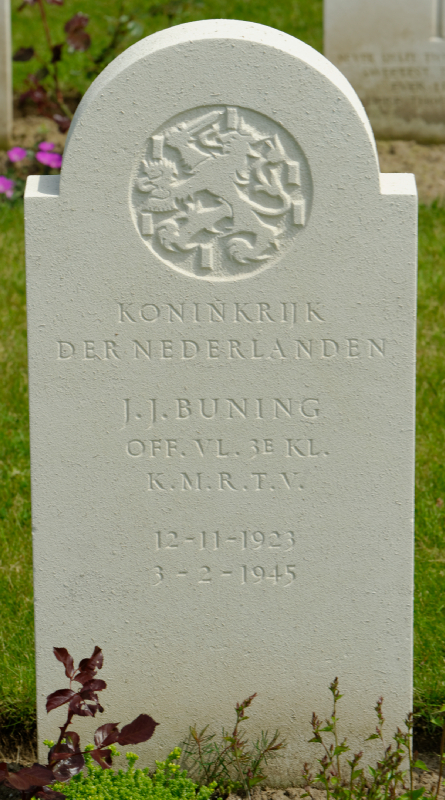
Der Grabstein eines britischen Soldaten niederländischer Abstammung

Der Rheinberg War Cemetery ist eine Kriegsgräberstätte, die durch die Commonwealth War Graves Commission (CWGC) nach dem Zweiten Weltkrieg im April 1946 errichtet wurde und weiterhin unter deren Schutz und Betreuung steht. Der Soldatenfriedhof wurde im April 1946 in der Nähe von Rheinberg in der Niederrheinischen Tiefebene zwischen Wesel und Moers errichtet.

## Belegung
Von den insgesamt 3.334 Beigesetzten gehörte die überwiegende Anzahl den Luftstreitkräften des britischen Commonwealth an. Die Opfer wurden aus Düsseldorf, Krefeld, Mönchengladbach, Goch, Lingen und Köln auf diesen neuen Friedhof überführt. Es sind Gefallene, die ihr Leben während der Luftangriffe und Bodenkämpfe im Rheinland verloren hatten. Sie gehörten folgenden Nationalitäten an: Großbritannien, Kanada, Australien, Neuseeland, Polen, Südafrika, Indien, Vereinigte Staaten. Darüber hinaus gibt es 156 Grabsteine für unbekannte Gefallene.
Die Nationalitäten im Detail:
- 2.458 Briten
- 516 Kanadier
- 240 Australier
- 104 Neuseeländer
- 8 Polen
- 5 Südafrikaner
- 1 Inder
- 1 Amerikaner
- 1 unbekannte Nationalität

Wie auf der Tafeln auf dem Friedhof aufgeführt.

## Gestaltung
Der Soldatenfriedhof wurde nach den Plänen des Architekten Philip Dalton Hepworth erbaut. Er lehnt sich in seiner architektonischen Struktur an die Baubestimmungen des CWGC an und weist die charakterlichen Grundzüge aller dieser Friedhöfe aus. In der so genannten Heldenhalle trägt eine große Tafel die Inschrift „Dieses Gelände wurde vom Deutschen Volk als dauernde Ruhestätte und als Ehrung für die gefallenen Seeleute, Soldaten und Flieger zur Verfügung gestellt“. Der Friedhof passt sich angenehm in die ruhige landschaftliche Umgebung ein.

## Überblick
Vom Eingangsbereich aus betrachtet, erlaubt der freie Blick eine Gesamtübersicht auf das Areal. Deren Mittelpunkt bildet der Altarstein mit der Aufschrift „Their Name Liveth For Evermore“ und das große Cross of Sacrifice (Opferkreuz) mit Langschwert. Im Hintergrund wird der Friedhof durch eine Ehrenhalle mit Säulengang abgegrenzt, auf den zwei Steintafeln wird den Toten die Ehre erwiesen und dem deutschen Volk für die Bereitstellung dieses Geländes gedankt. Zwei errichtete turmähnliche Gebäude erinnern an Wachtürme, in einem Turm wird der militärischen Verbände gedacht und in dem anderen Turmgebäude wird das Friedhofsregister aufbewahrt.

## Grabsteine
Die Grabsteine aus weißem Kalksandstein wurden beiderseitig des breiten Rasenstückes zwischen dem Hochkreuz und dem Altarstein angelegt. Es gibt keine Gliederung nach Herkunft oder Dienstgrad, auf allen Steinen ist die Einheit, der Name mit Dienstgrad, indirekt die Religionsangehörigkeit (in Form eines Kreuzes oder Davidsterns, soweit bekannt) und ein Gedenkvers von den Angehörigen (falls erwünscht) eingraviert. Sämtliche Grabsteine weisen neben dem Namen und dem Todestag auch Dienstrang, Soldatennummer, Alter, Dienstrang und das Symbol der Streitkräfte aus.

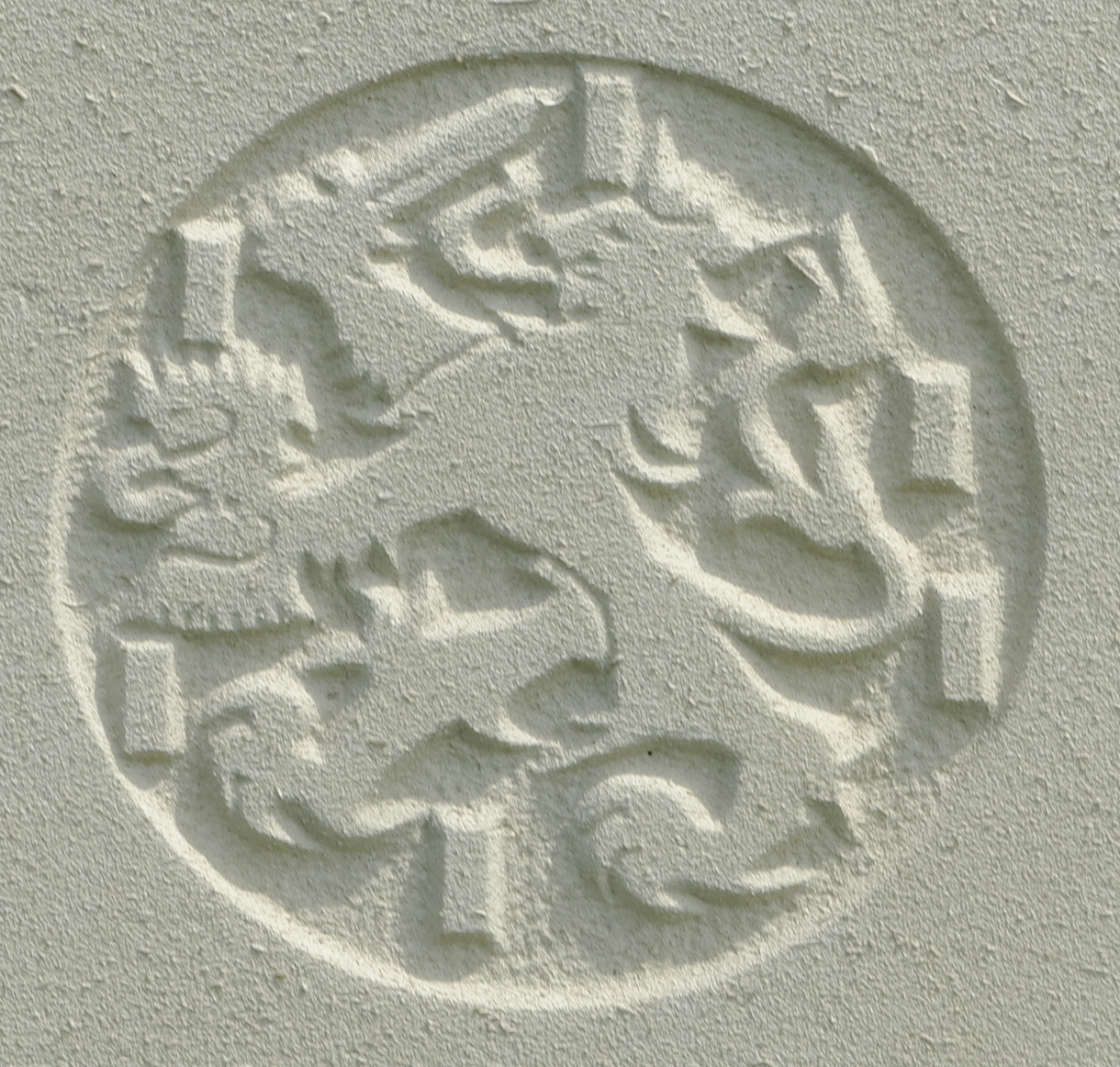
Logo der niederländischen Streitkräfte K.M.R.T.V.
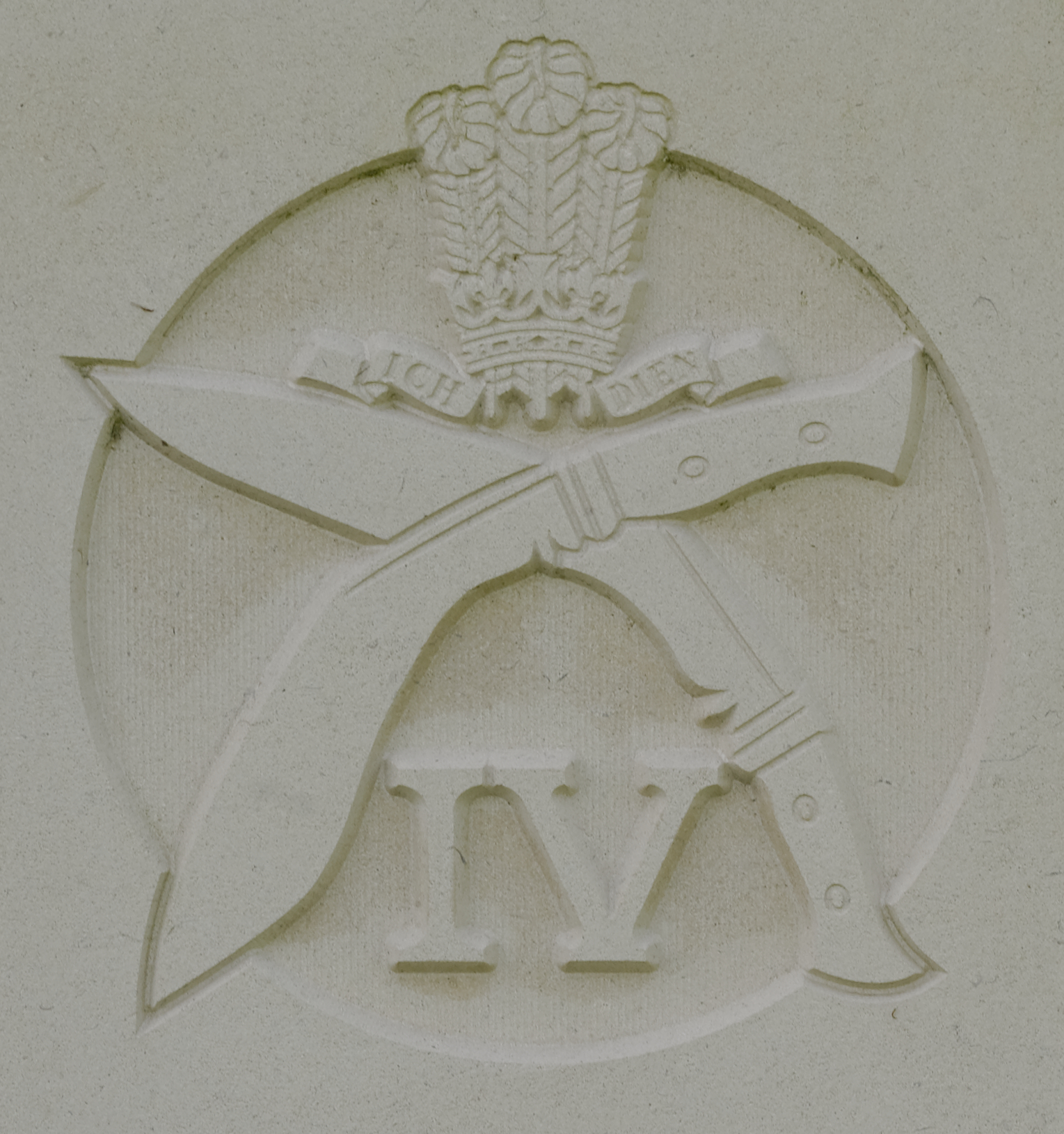
Logo der Indian Army

## Gärtnerische Gestaltung
Die Grabsteine sind ebenerdig und auf kleinen Beeten angelegt. Das gesamte Gelände ist mit Rasenflächen durchzogen, auf der symmetrisch angelegten Fläche gibt es keine abgrenzenden Wege oder Hecken, die Gesamtfläche bildet eine große Einheit und symbolisiert die Gleichheit aller Opfer.